# Жилой дом «Интернационал» (Ереван)
Жилой дом «Интернационал» — комплекс образующих единый объём жилых домов в Ереване (проспект Месропа Маштоца, дом 37; улица Туманяна, дом 38), памятник конструктивизма. Построен в 1930—1932 годах по проекту архитектора Николая Буниатяна жилкооптовариществом «Интернационал».

## История

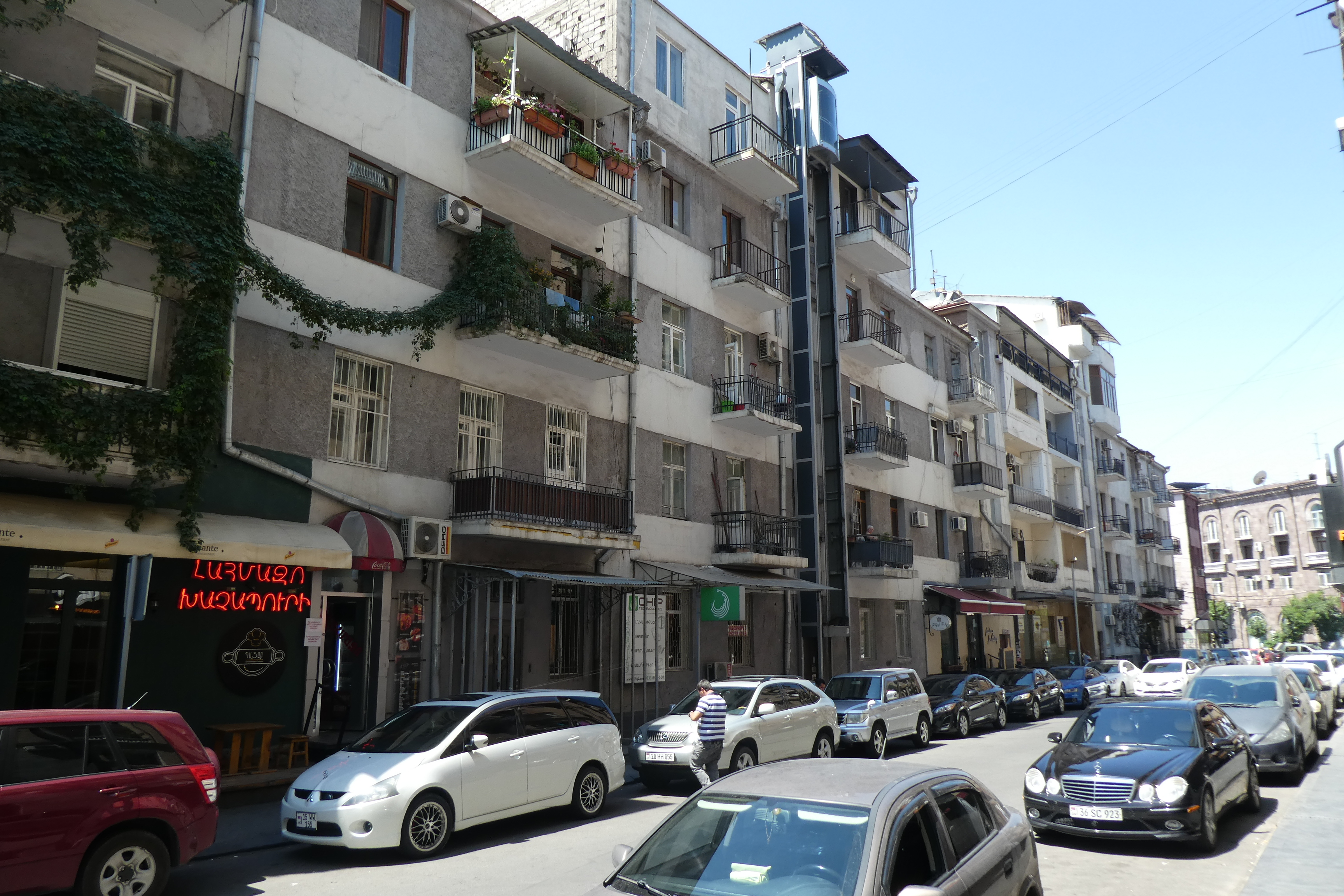
Фасад, выходящий на улицу Спендиаряна. Изначальный облик четырёхэтажного здания искажён надстройками и внешними лифтовыми шахтами

Место постройки здания было предопределено первым генпланом города, составленным в 1924 году. Комплекс должен был занимать тругольный квартал, образованный пересечением улиц Сундукяна (ныне проспект Месропа Маштоца), Алавярдяна (ныне ул. Туманяна, Кооперативной (ныне ул. Казара Парпеци) и Новой (ул. Спендиаряна и ул. Степана Зоряна). В 1929 году Ергорсоветом был объявлен закрытый конкурс, по условиям которого предполагалось спроектировать два жилых дома — Горсовета и кооператива «1 мая», слив их в единую композицию, с включением в неё существующего жилого дома кооператива «Профсоюз» по ул. Алавердяна (Туманяна). Проект Буниатяна был признан лучшим. Строительство осуществлялось жилкооптовариществом «Интернационал», название которого и закрепилось за домом.

## Проект и архитектурные особенности

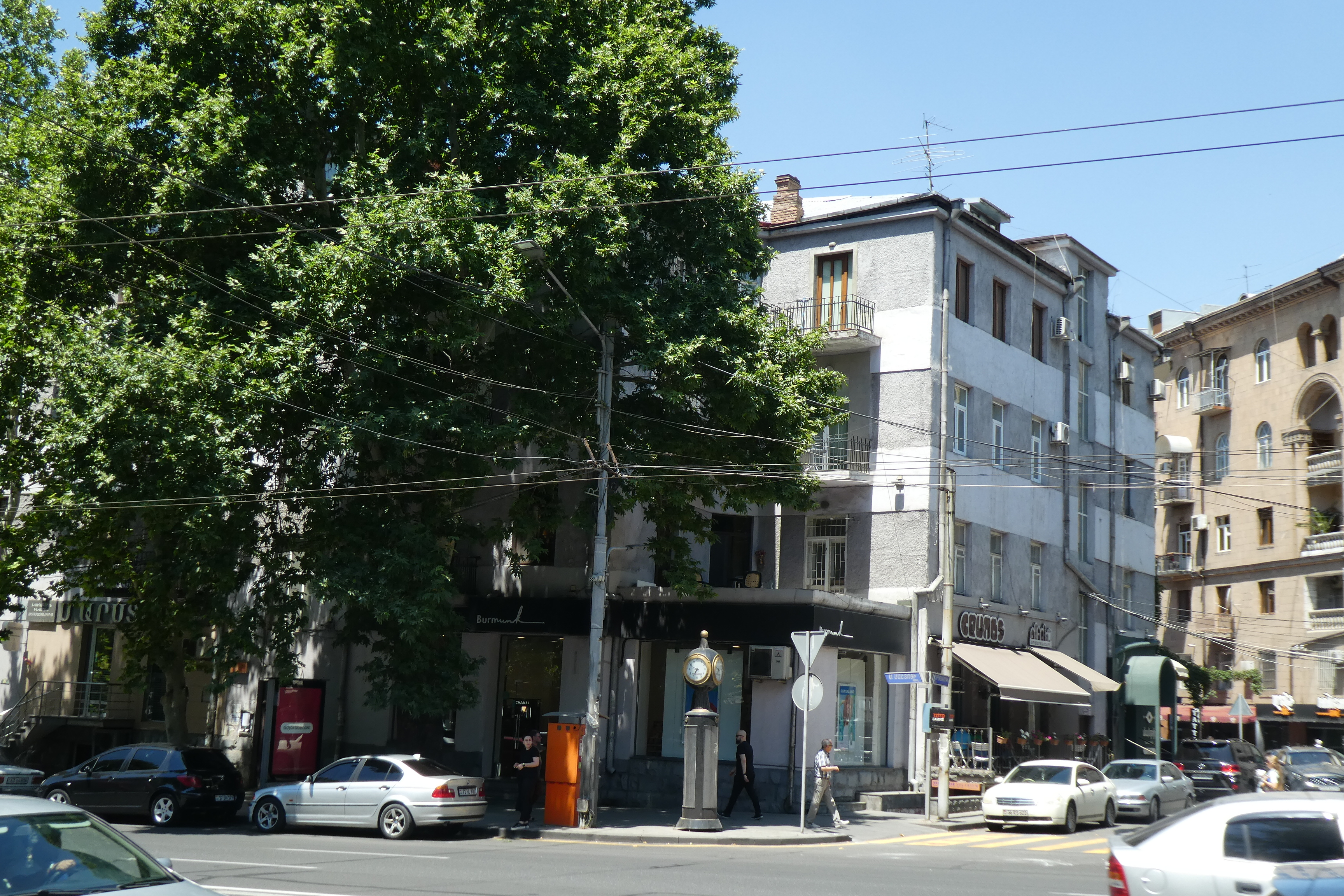
Фасад, выходящий на проспект Маштоца и улицу Степана Зоряна. Выступающий объём первого этажа (магазин) заложен в изначальный проект

Здание выполнено в стиле конструктивизма, построено из камня (туфа). Фасады облицованы серой штукатуркой. Каждая из трёх секций комплекса состоит из двух- и трёхкомнатных квартир. В угловых частях по проекту предусматривались коммунальные квартиры; как указано в пояснительной записке Буниатяна, «типа общежитий с четырьмя комнатами коридорной системы с общей кухней, ванной, уборными для мужчин и для женщин». На первых этажах было заложено три магазина (по одному на секцию) и помещения общего пользования. В той же пояснительной записке указано, что «по Новой улице устраиваются прорывы, устраняющие застой воздуха…, прачечная и баня на 10 человек с 4 ваннами и зал собраний на 70 человек. В подвале — котельная, и для каждой квартиры — сараи для дров до высоты поднятой руки». При строительстве здания соблюдались необходимые для климата Еревана условия проветривания и инсоляции квартир.
На кровле секции 1-й очереди (здание по проспекту Месропа Маштоца, 37) изначально располагалась сигнальная вышка, с которой можно было до телефонизации квартрала подавать сигнал в пожарную часть.

## Известные жители
На секциях комплекса есть четыре мемориальные доски, посвящённые пяти известным жителям дома «Интернационал». В частности, это:
- певица Шогик Мкртчян[арм.] (жила в доме с 1937 по 2000 год)
- композитор и дирижёр Гурген Мирзоян[арм.] (жил в доме с 1937 по 1975 год)
- музыкант Гурген Агаян (жил в доме с 1961 по 1994 год)
- художник Генрих Мамян (жил в доме с 1934 по 2014 год)
- врач-гигиенист Айк Мирзабекян[арм.] (даты проживания в доме не указаны)